# Fall River Road
La Fall River Road est une route du comté de Larimer, au Colorado, dans le centre des États-Unis. Protégée au sein du parc national de Rocky Mountain, cette route de montagne de la Front Range a son point culminant au col Fall River. Elle est inscrite au Registre national des lieux historiques depuis le 20 juillet 1987.